# 小人物狂想曲世界巡迴演唱會
小人物狂想曲世界巡迴演唱會，是台灣歌手陶喆由2013年5月18日開始於世界各地開展的一系列巡迴演唱會演出。

## 演出制作

### 背景
陶喆這次演唱會主題為「小人物狂想曲」，2013年1月陶喆於演唱會宣傳記者會中表示，《小人物狂想曲》為父親陶大偉的名作，他想透過此主題以紀念陶大偉，同時亦希望觀眾感受陶大偉的幽默人生哲學。
陶喆在2013年4月16日宣布演唱會首站於上海舉行，後確認於2013年5月18日在虹口足球場舉行。

## 發展
《小人物狂想曲世界巡迴演唱會》首站於2013年5月18日在虹口足球場舉行。香港站則沒有採用紅磡體育館，而是採用了香港會議展覽中心此場地舉行，最終演唱會尾場於2015年3月21日在上海梅賽德斯-奔馳文化中心舉行，並於當晚同步設有QQ音樂在線直播。

## 巡迴場次
| 場次 | 日期           | 國家／地區 | 城市 | 場館                      | 備註                         |
| ---- | -------------- | ---------- | ---- | ------------------------- | ---------------------------- |
| 1    | 2013年5月18日  | 中国       | 上海 | 虹口足球場                |                              |
| 2    | 2013年6月1日   | 中国       | 南京 | 五台山體育場              |                              |
| 3    | 2013年6月22日  | 中国       | 武漢 | 新華路體育場              |                              |
| 4    | 2013年6月29日  | 中国       | 成都 | 四川省體育館              |                              |
| 5    | 2013年7月20日  | 澳門       | 澳門 | 金光綜藝館                |                              |
| 6    | 2013年9月7日   | 中国       | 北京 | 首都體育館                | 嘉賓：關詩敏                 |
| 7    | 2013年10月1日  | 中国       | 深圳 | 深圳灣體育中心體育場      | 嘉賓：關詩敏                 |
| 8    | 2013年10月4日  | 中国       | 鄭州 | 河南省體育中心體育場      |                              |
| 9    | 2013年10月19日 | 中国       | 惠州 | 惠州奧林匹克體育場        |                              |
| 10   | 2013年11月2日  | 中国       | 南寧 | 廣西體育中心體育場        | 嘉賓：關詩敏                 |
| 11   | 2013年11月15日 | 中国       | 福州 | 福建省體育中心體育場      | 嘉賓：關詩敏                 |
| 12   | 2013年12月14日 | 中国       | 廣州 | 天河體育場                | 嘉賓：關詩敏                 |
| 13   | 2013年12月20日 | 香港       | 香港 | 香港會議展覽中心 Hall 5BC | 嘉賓：關詩敏                 |
| 14   | 2013年12月21日 | 香港       | 香港 | 香港會議展覽中心 Hall 5BC | 嘉賓：關詩敏                 |
| 15   | 2014年1月11日  | 臺灣       | 臺北 | 台北小巨蛋                | 嘉賓：關詩敏、林俊傑、謝霆鋒 |
| 16   | 2014年1月18日  | 马来西亚   | 彭亨 | 雲頂雲星劇場              | 嘉賓：關詩敏                 |
| 17   | 2014年9月13日  | 中国       | 北京 | 首都體育館                | 返場，嘉賓：蕭敬騰           |
| 18   | 2014年11月15日 | 中国       | 大連 | 大连体育中心体育馆        |                              |
| 19   | 2015年3月14日  | 中国       | 深圳 | 深圳灣體育中心體育場      | 返場                         |
| 20   | 2015年3月21日  | 中国       | 上海 | 梅賽德斯-奔馳文化中心     | 返場                         |

## 表演曲目
1. Runaway 

2. 愛是個什麼東西 

3. 找自己 

4. 中國姑娘 

5. 討厭紅樓夢 

6. Angeline 

7. 今天沒回家 

Talking 

8. 一念之間 

9. 關於陶喆 

10. 宮保雞丁 
 
11. My Anata 

12. 多謝你 

13. 好好說再見+今天你要嫁給我（和關詩敏合唱） 
 
14. 寂寞的季節 

15. 月亮代表誰的心 

16. Susan說 

17. 普通朋友 

Talking 2 

18. 鬼 

19. 孫子兵法 

20. 黑色柳丁 

21. 小鎮姑娘 

22. 飛機場的10:30 

23. 愛我還是他 
 
24. 愛很簡單 

25. 桂冠英雄 

Encore 

26. 王八蛋 

Talking 3 

27. 就是愛你 

1. Runaway 

2. 愛是個什麼東西 

3. 找自己 

4. 中國姑娘 

5. 討厭紅樓夢 

6. Angeline 

7. 今天沒回家 

Talking 

8. 勿忘我 

9. 關於陶喆 

10. 桂冠英雄（和蘑菇團合唱） 
 
11. 宮保雞丁 
 
12. My Anata 

13. 多謝你 

14. 好好說再見+今天你要嫁給我（和關詩敏合唱） 
 
15. 寂寞的季節 

16. 月亮代表誰的心 

17. Susan說 

18. 普通朋友 

Talking 2 

19. 鬼 

20. 王八蛋 

21. 黑色柳丁 

22. 小鎮姑娘 

23. 一念之間 

24. 飛機場的10:30 

25. 愛我還是他 
 
26. 太美麗 

27. 愛很簡單 

Encore 

28. 火鳥功+我太傻 

29. 沙灘+天天 

Talking 3 

30. 就是愛你 

1. Runaway 

2. 愛是個什麼東西 

3. 找自己 

4. 中國姑娘 

5. 討厭紅樓夢 

6. Angeline 

Talking 

7. 一念之間 

8. 關於陶喆 

9. 二十二+勿忘我 
 
10. My Anata 

11. 多謝你 

12. 好好說再見+今天你要嫁給我（和關詩敏合唱） 
 
13. 魔法愛情（關詩敏） 

14. 月亮代表誰的心 

15. Susan說 

16. 普通朋友 

Talking 2 

17. 鬼 

18. 黑色柳丁 

19. 王八蛋 

20. 小鎮姑娘 

21. 飛機場的10:30 

22. 愛我還是他 
 
23. 愛很簡單 

Encore 

24. 火鸟功+我太傻+Melody 

25. 沙灘+流沙+天天 

Talking 3 

26. 就是愛你 

1. Runaway 

2. 愛是個什麼東西 

3. 找自己 

4. 王八蛋 

5. 中國姑娘 

6. 討厭紅樓夢 

7. Angeline 

8. 今天沒回家 

Talking 

9. 一念之間 

10. 關於陶喆 
	
10. 二十二 
 
11. 勿忘我 
 
12. My Anata 

13. 好好說再見+今天你要嫁給我（和關詩敏合唱） 
 
14. 魔法愛情（關詩敏獨唱） 
 
15. 快遞點心（關詩敏獨唱） 
 
16. 寂寞的季節 

17 月亮代表誰的心 

18. 普通朋友 

Talking 2 

19. 鬼 

20. 孫子兵法 

21. 黑色柳丁 

22. 小鎮姑娘 

23. 江南（和林俊傑合唱） 
 
24. Susan說（和林俊傑合唱） 
 
25. 飛機場的10:30 

26. 愛我還是他 
 
27. My Anata 
  
28. 小人物狂想曲 

29. 朋友說 

30. 太美麗 

31. 愛很簡單 

Encore 

32. 火鳥功 

Talking 3 

33. 我太傻 

34. Melody  

35. Hoteal California（和謝霆鋒合唱） 
 
36. 謝謝你的愛（和謝霆鋒合唱） 
 
37. 沙灘+流沙+天天 
 
38. 就是愛你 

1. Runaway 

2. 愛是個什麼東西 

3. 找自己 

4. 中國姑娘 

5. 討厭紅樓夢 

6. Angeline 

7. 今天沒回家 

Talking 

8. 一念之間 

9. 二十二 

10. My Anata 
 
11. Angel 

12. 飛機場的10:30（和張飛宇合唱） 
 
13. 不愛（張飛宇、阿輝合唱） 
 
14. 寂寞的季節 

15. 月亮代表誰的心 

16. Susan說 

17. 普通朋友 

Talking 2 

18. 鬼 

19. 黑色柳丁 

20. 王八蛋 

21. 小鎮姑娘 

22. 好好說再見+今天你要嫁給我（和關詩敏合唱） 

23. 太美麗 
 
24. 愛我還是他 

Talking 3 

25. 蝴蝶 

26. 愛很簡單 

Encore 

27. 火鳥功 

28. Melody 

29. 沙灘 

30. 天天 

31. Dear God 

32. 就是愛你 

## 影音產品出版

### 曲目
- 01. Run Away
- 02. 愛是個什麼東西
- 03. 找自己
- 04. 中國姑娘
- 05. 討厭紅樓夢
- 06. Angeline
- 07. 今天沒回家
- 08. 一念之間
- 09. 關於陶喆
- 10. 二十二
- 11. 勿忘我
- 12. My Anata
- 13. 好好說再見
- 14. 今天妳要嫁給我
- 15. 寂寞的季節
- 16. 月亮代表誰的心
- 17. Susan說
- 18. 普通朋友
- 19. 鬼
- 20. 黑色柳丁
- 21. 王八蛋
- 22. 小鎮姑娘
- 23. 飛機場的10:30
- 24. 愛我還是他
- 25. Angel
- 26. 太美麗
- 27. 愛很簡單
- 28. 火鳥功 / 我太傻 / Melody
- 29. 沙灘
- 30. 流沙 / 天天
- 31. 就是愛你